# Gottfried Benz
Gottfried Josef Benz (* 22. Januar 1894 in Reicholzheim; † 1972 ebenda) war ein deutscher SA-Mann und NS-Bürokrat mit Wirkungsbereich in Nordbaden.

## Leben und Wirken
Der Sohn des Land- und Gastwirts Josef Sebastian Benz wuchs in Reicholzheim auf und besuchte die Volksschule in Wertheim sowie die Landwirtschaftsschule in Tauberbischofsheim. Der Familie gehörten das Gasthaus „Zur Goldenen Traube“ sowie Weinbergparzellen und Obstbauanlagen. Nach der Heirat mit Maria Margaretha Schneider lebte er von 1918 bis 1931 als Verwalter auf dem Hof seiner Schwiegereltern in Nassig. Zum 1. April 1928 trat Benz in die NSDAP ein (Mitgliedsnummer 80.898). Im Gefolge von Robert Wagner und Adalbert Ullmer war er darauf an der Gründung der NSDAP-Ortsgliederungen in Nassig und Reicholzheim beteiligt. In Nassig agierte er als Ortsgruppenleiter und in Reicholzheim als Stützpunktleiter. Seit 1930 betätigte er sich außerdem in der SA und wurde im März 1933 Sturmführer sowie Referent für Sozialpolitik im Sturmbann Wertheim. Im April 1933 leitete er den SA-Einsatz beim „Judenboykott“ in Wertheim, bei dem SA-Posten vor Geschäften mit jüdischen Inhabern aufgestellt und Kunden abgeschreckt wurden.
Als sog. Alter Kämpfer mit einer Parteimitgliedsnummer unter 100.000 erhielt er nach der „Machtergreifung“ das Goldene Parteiabzeichen der NSDAP und machte Karriere als Angestellter des Reichsnährstandes. Von 1933 bis 1937 wirkte er beim Getreidewirtschafsverband Mannheim, anschließend als Vorsitzender des Getreidewirtschafsverbandes Karlsruhe. Nach einem Schlaganfall zog er sich Anfang 1942 aus dem Dienst zurück und übernahm den Landwirtschafts- und Gastbetrieb seiner Eltern in Reicholzheim. In diesem Rahmen war er auch für die Unterbringung und Verköstigung von Zwangsarbeitern zuständig, die unter anderem bei der „Fränkischen Möbelfabrik“ Otto Moritz und beim Sauerstoffwerk Friedrich Guttroff eingesetzt wurden. Im März 1943 fiel sein 1919 geborener Sohn Wilfried als Pilot der Luftwaffe.
Am 14. Mai 1945 wurde Benz von der amerikanischen Militärregierung in politische Haft genommen, die er bis Juni 1947 hauptsächlich im Internierungslager Karlsruhe 2 verbrachte. Die Spruchkammer des Internierungslagers reihte ihn in ihrer Klageschrift vom 27. März 1947 in die Gruppe der Hauptschuldigen ein, weil er der nationalsozialistischen Gewaltherrschaft außerordentliche politische Unterstützung gewährt und eine gehässige Haltung gegenüber Gegnern der NSDAP im Inland eingenommen habe. Letzteres bezog sich unter anderem auf seine Beteiligung an einer Razzia gegen den Wertheimer NS-Gegner Eugen Eberle im März 1933 und auf seine Denunziation des NS-Kritikers Hans Rodenbach nach dem Attentat vom 20. Juli 1944. Die Kriminalpolizei Mannheim gab in dem Verfahren die Auskunft, dass Benz „Uniformträger“ und „sehr aktiv“ gewesen sei. Auch die Bezirksverwaltung Karlsruhe-Daxlanden stufte ihn eindeutig als Aktivisten ein.
Nach seiner Entlassung aus der Haft in Karlsruhe wurde das Verfahren gegen ihn bei der Spruchkammer Wertheim weitergeführt, die ihn am 1. Oktober 1947 als Belasteten einstufte und zu vier Jahren Arbeitslager sowie zur Zahlung von 60 Prozent seines Vermögens verurteile. Damit gehörte er zu den wenigen, die – wie etwa auch der Wertheimer Porträtmaler Willy Exner – von dieser Spruchkammer nennenswert belangt wurden. Die Haft im Internierungslager Ludwigsburg wurde bereits im Dezember 1947 wegen ärztlich attestierter Lagerunfähigkeit ausgesetzt. Die Vermögenssühne entfiel nach einem persönlichen Gnadenerlass von Ministerpräsident Reinhold Maier im Juni 1952.
Bereits 1951 war Benz an der Gründung der Winzergenossenschaft Badisches Frankenland beteiligt. Benz starb 1972 mit 78 Jahren in seinem Heimatort Reicholzheim.